# 梅川風子
梅川 風子（うめかわ ふうこ、1991年3月1日 - ）は、長野県諏訪郡富士見町出身の女子競輪選手、元自転車競技選手。元スピードスケート選手。日本競輪選手会東京支部所属、ホームバンクは京王閣競輪場。選手登録番号15219。日本競輪学校（当時。以下、競輪学校）第112期生。師匠は内田玄希（94期）。

## 経歴
スケートが盛んな長野県で生まれ育つ。4歳でスピードスケートを始め、本人曰く「色々な習い事をやった中でスケートが一番苦手だった」と言うが、中学ではバスケットボールとともに、スピードスケートの活動を継続。しかし、高校時代に中断した。高校は中退したため、高等学校卒業程度認定試験を経て、山梨学院大学スケート部に入部。その後、企業スポンサードを受けながらスピードスケート競技を続けるが、24歳で引退。なお、スピードスケート選手時代の種目は500mと1000mであり、大学時代に全日本学生スピードスケート選手権500mで優勝経験がある。
大学3年生の時に、ガールズケイリン1期生（競輪学校102期生）が競輪学校に入学したことを伝えるニュースを見て、初めてガールズケイリンの存在を知る。スピードスケート競技を引退後すぐにJKAに連絡を入れ、東京支部、そして愛好会の電話番号を教えてもらい、その1週間後には京王閣のバンクにいたという。そして競輪学校の初めての受験である第112期生入学試験に技能試験で合格。同期には大久保花梨、太田りゆ、太田美穂、鈴木美教、坂口楓華、加藤恵らがいる。
競輪学校入学後は、2016年7月に行われた第1回記録会で、200mフライングダッシュ・400mフライングダッシュ・1000mタイムトライアル・2000mタイムトライアル全てで最高基準（A基準）タイムを上回り、小林優香以来となる女子2人目のゴールデンキャップを獲得。競輪学校時代は1着は大久保花梨に次ぐ30回であったが、在校成績は平均点の順により太田りゆに次ぐ3位であった。ただ、卒業間近に行われた卒業記念レースでは予選を1着・1着・4着として決勝に進出、110期までの優勝者は全員が完全優勝（予選を含め全て1着）であった中で優勝を果たした。 
2017年7月3日、ホームバンクの京王閣競輪場（FII、ナイター）でデビュー。初勝利は翌4日、初優勝は同年9月6日の弥彦FI。
2018年は、デビュー2年目で早くも7月のガールズケイリンフェスティバル（松戸）にてガールズケイリン特別競走に初出場、同時に出場した同期の112期生の中で唯一決勝に勝ち上がった。決勝では先行するも最終4角で内から石井寛子に掬われ2着に終わった。ただ、同年より始まった特別競走である、競輪祭前半3日間で行われるガールズグランプリ出場権をかけたガールズグランプリトライアルでは、選考順位第10位で出場。取得賞金額順ではグランプリ出場権がなかったが、B組で優勝を果たしたことで逆転でガールズグランプリの出場権を獲得。グランプリ初出場となったガールズグランプリ2018は5着であった。
2019年は、前年の選考期間中の競走得点上位により、3月のガールズケイリンコレクション大垣ステージ出場選手として選出され、コレクション初出場（結果7着）。4月14日に高知で第1回が開催された、特別競走であるデビュー2年未満の女子選手による一発勝負の新人女王戦「ガールズ フレッシュクイーン」で優勝、初代女王となった。7月のガールズケイリンフェスティバルでは決勝3着。11月のグランプリトライアル終了時点では取得賞金額ランキング4位でありグランプリ出場は内定してはいたが、同トライアルでは選考順位3位でアメジスト（グループB）に入り優勝、トライアルを連覇してグランプリ出場権を獲得、2年連続でガールズグランプリ出場を果たす（結果7着）。
2020年は、前年同様に競走得点上位により、3月のガールズケイリンコレクション福井ステージでは出場選手として選出されたが、5着に終わる。その前に行われた、5月のガールズケイリンコレクション静岡ステージ出場権を賭けた1月のコレクショントライアルB組（静岡）で優勝したことで、同ステージの出場権を獲得。なお、同ステージは中止となったが、9月の共同通信社杯競輪最終日に伊東温泉ステージが代替開催されることとなり、同ステージ出場予定選手として選出された。8月開催のガールズケイリンコレクション名古屋ステージ出場選手を決める「ガールズケイリン総選挙」では8位となり、2日目（8月13日）に行われたアルテミス賞出場選手として選出され、1角からの捲りを決めてガールズケイリンコレクション初優勝を果たした。
2020年7月1日付で佐藤水菜とともに日本自転車競技連盟から「女子　エリート　強化指定選手「Ｂ」指定選手」に指定され、ナショナルチーム入りを果たした。2021年1月からは、小林優香、太田りゆが指定されている「Ａ」指定選手に昇格した。
2023年2月26日（現地時間）、2023UCIトラックネーションズカップ第1戦（ジャカルタ）・最終日（4日目）の女子ケイリンにおいて決勝3着となり、自身初の銅メダルを獲得。11月の第65回朝日新聞社杯競輪祭前半で開催された第1回競輪祭女子王座戦において、予選から全て1着の完全優勝を果たし、決勝戦（11月23日）では自身通算200勝目を達成。そして初のGIタイトル獲得かつ同大会初代女王となり、同年末のガールズグランプリの出場権も獲得。
2023年の競輪祭女子王座戦終了時点での通算獲得賞金額は、6313万1800円。
2024年はパリオリンピック出場を目指したもののトラック短距離種目の日本女子出場枠は2枠のみとなったためリザーブとなり（出場は佐藤水菜、太田りゆ）、出場は叶わなかった。だが、その後9月に行われた全日本選手権トラックの女子ケイリンで優勝、そして10月にデンマーク・バレルプで行なわれた2024 世界選手権自転車競技大会トラックレース女子ケイリンでは決勝戦に進出し、5着入賞を果たした。自転車競技はこの世界選手権を一区切りとして引退し、今後はガールズケイリンに専念する。

## 主な獲得タイトル
- 2018年 - ガールズグランプリ2018トライアル（小倉競輪場）
- 2019年 - ガールズ フレッシュクイーン（高知競輪場）、ガールズグランプリ2019トライアル（小倉競輪場）
- 2020年 - ガールズケイリンコレクション2020名古屋ステージ・アルテミス賞（名古屋競輪場）
- 2023年 - 競輪祭女子王座戦（小倉競輪場）